# Chanel
Chanel — французская компания по производству одежды, парфюмерии и косметики, ювелирных изделий и часов. Основана модельером Коко Шанель в Париже в начале XX века, с 2018 года базируется в Лондоне.

## Общая характеристика
В настоящий момент дом Chanel принадлежит Алену Вертхаймеру и Жерару Вертхаймеру, внукам Пьера Вертхаймера, который был деловым партнёром Коко Шанель. Лицом бренда были такие знаменитости, как Инес Де ля Фрессанж, Катрин Денев, Кароль Буке, Ванесса Паради, Николь Кидман, Джеки Кеннеди, Анна Муглалис, Одри Тоту, Кира Найтли, Кристен Стюарт, Фаррелл Уильямс, Ким Дженни, Кара Делевинь, Мэрилин Монро, Кендалл Дженнер, Лили-Роуз Депп, G-Dragon
Бренд Chanel известен духами Chanel No. 5 и своими классическими костюмами. Принято считать, что Коко Шанель была одним из тех дизайнеров, которая произвела революцию в моде — как в светской, так и в повседневной. Она заменила силуэты, основанные на использовании корсета и лифа, на одежду, которая была функциональной и в то же время подчеркивала женскую фигуру.
Шанель использовала цвета, традиционные для мужского костюма в Европе, такие как серый и темно-синий. Примером является шерстяной костюм от Шанель — юбка до колен и жакет, отделанный чёрной каймой и золотыми пуговицами. Дополнительными аксессуарами были двухцветные туфли-лодочки и украшения, обычно ожерелье из жемчуга и кожаная сумочка.
Шанель отказалась одевать королевских особ, так как не желала заниматься дизайном бесплатно. Некролог WWD цитирует её так: «Эти принцессы и герцогини … они никогда не платят по счетам. Почему я должна отдавать им что-то даром? Никто никогда ничего мне не дарил.»

## История

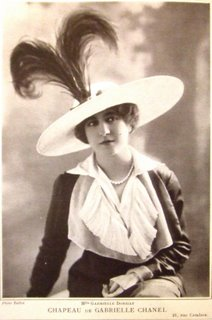
Габриель Дорзиа в шляпе от Chanel (1912 год)

### Основание
Первый бутик модного дома Chanel появился в 1910 году, когда Габриэль Шанель открыла магазин модной одежды на бульваре Малешерб, 160. Магазин располагался на первом этаже парижского дома текстильного бизнесмена Этьена Бальсана, любовницей которого она была. Поскольку квартира Бальсана была также салоном для французской охотничьей и спортивной элиты, Шанель имела возможность общаться с их пассиями, которые следили за модой. Коко Шанель продавала им шляпки, которые сама придумывала и шила, таким образом она самостоятельно зарабатывала себе на жизнь. Затем она подружилась с английским светским львом и игроком в поло Артуром Кэйпелом. Он финансировал её первый независимый магазин модной одежды Chanel Modes на улице Камбон, 21 в Париже. В 1913 году магазины Chanel выставили на продажу спортивную одежду для женщин, практичный дизайн которой позволял заниматься спортом.
Первая мировая война повлияла на мировую моду. Ограниченный ресурс, изменившаяся социальная и демографическая ситуация привели к изменению женского костюма. К тому времени Шанель открыла большой магазин одежды на улице Камбон, 31 рядом с отелем Риц в Париже. Среди одежды, выставленной на продажу, были фланелевые блейзеры, прямые льняные юбки, матросские блузы, длинные свитера из трикотажной ткани и костюмы с юбками и жакетами. В магазине Chanel на улице Камбон, 31 были представлены повседневные платья и пальто простого дизайна, а также черные вечерние платья, отделанные кружевом и платья из тюля, украшенные гагатом, мелким драгоценным камнем.

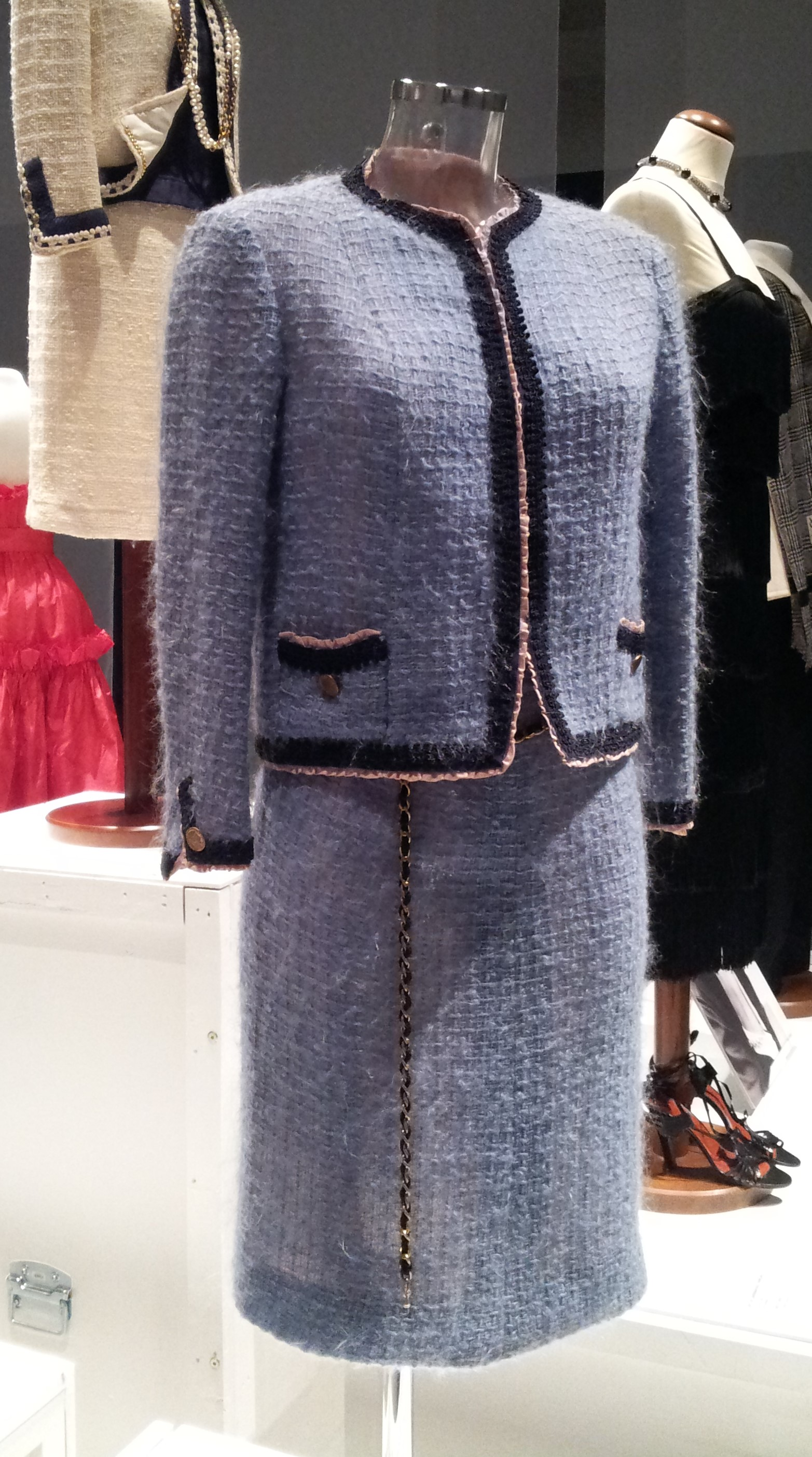
Классический костюм от Chanel, 1965 год

После Первой мировой войны Шанель, следуя модным тенденциям 1920-х годов, работала над бисерными платьями, особенно популярные у флэпперов. К 1920 году Шанель разработала женский костюм, состоящий либо из двух предметов одежды, либо из трех, он придавал женщине современный, женственный внешний вид; будучи при этом удобным и практичным, он стал известен как костюм Chanel. В 1923 году Коко Шанель объяснила свой успех так: «Простота является лейтмотивом истинной элегантности».
В 1921 году, чтобы дополнить костюм, Коко Шанель поручила парфюмеру Эрнесту Бо создать духи для дома Chanel. Он разработал духи Chanel No. 5. Первоначально эти духи были подарком клиентам Chanel. Популярность духов побудила предложить их для розничной продажи в 1922 году. В 1924 году Шанель, совместно с предпринимателем Пьером Вертхаймером, основала компанию по производству парфюмерии — Parfums Chanel. Вертхаймер, профинансировавший её создание, получил 70 % акций, Шанель — 10 %, остальные 20 % приобрёл Теофил Бадер, основатель сети универмагов Galeries Lafayette. Позже Шанель безуспешно пыталась увеличить свою долю в компании.
От моды 1920-х годов Коко Шанель перешла к женственной моде 1930-х годов: дизайн вечерних платьев характеризовался удлиненным женственным стилем, а летние платья отличались контрастами, такими как серебряные люверсы и плечевые ремни, украшенные стразами. В 1932 году Шанель представила выставку ювелирных украшений, посвященных бриллианту как модному аксессуару, на ней были представлены бриллиантовые ожерелья Comet и Fountain, повторно они были представлены в 1993 году.
Во время Второй мировой войны Коко Шанель закрыла магазин в Maison, оставив на продажу только ювелирные изделия и парфюмерию, и переехала в отель Ritz Paris, где жила со своим бойфрендом Гансом Гюнтером фон Динклаге, офицером нацистской разведки; после освобождения Франции они переехали в Швейцарию.

### Вторая половина XX века
В 1954 году Шанель, в возрасте 70 лет, вернулась в Париж с намерением возродить дом моды. Вертхаймер согласился оказать финансовую помощь при условии, что будет иметь права на бренд Chanel не только для парфюмерии, но и для одежды и других товаров. В конце 1950-х годов Вертхаймер выкупил долю Бадера, а после смерти Коко Шанель в 1971 году семья Вертхаймеров получила полный контроль над брендом. С 1965 года бизнес контролировал Жак Вертхаймер, сын Пьера.
Коко Шанель умерла 10 января 1971 года в возрасте 87 лет. Она занималась дизайном одежды до самой смерти. В период с 1966 по 1969 год она разрабатывала униформу стюардесс для Olympic Airways. После смерти Шанель дизайнерами компании были Ивонна Дюдель, Жан Казобон и Филипп Гибурже.

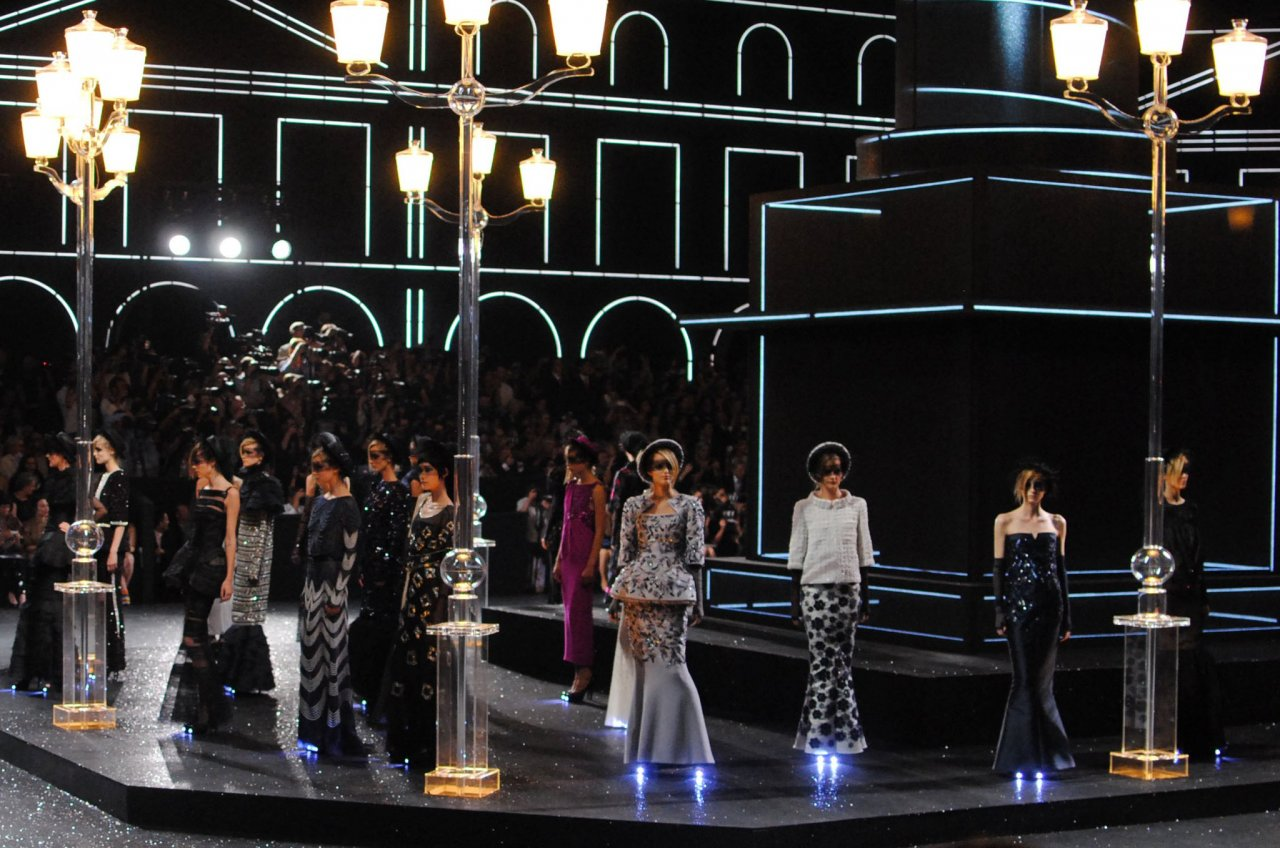
Показ Chanel осень-зима 2011—2012

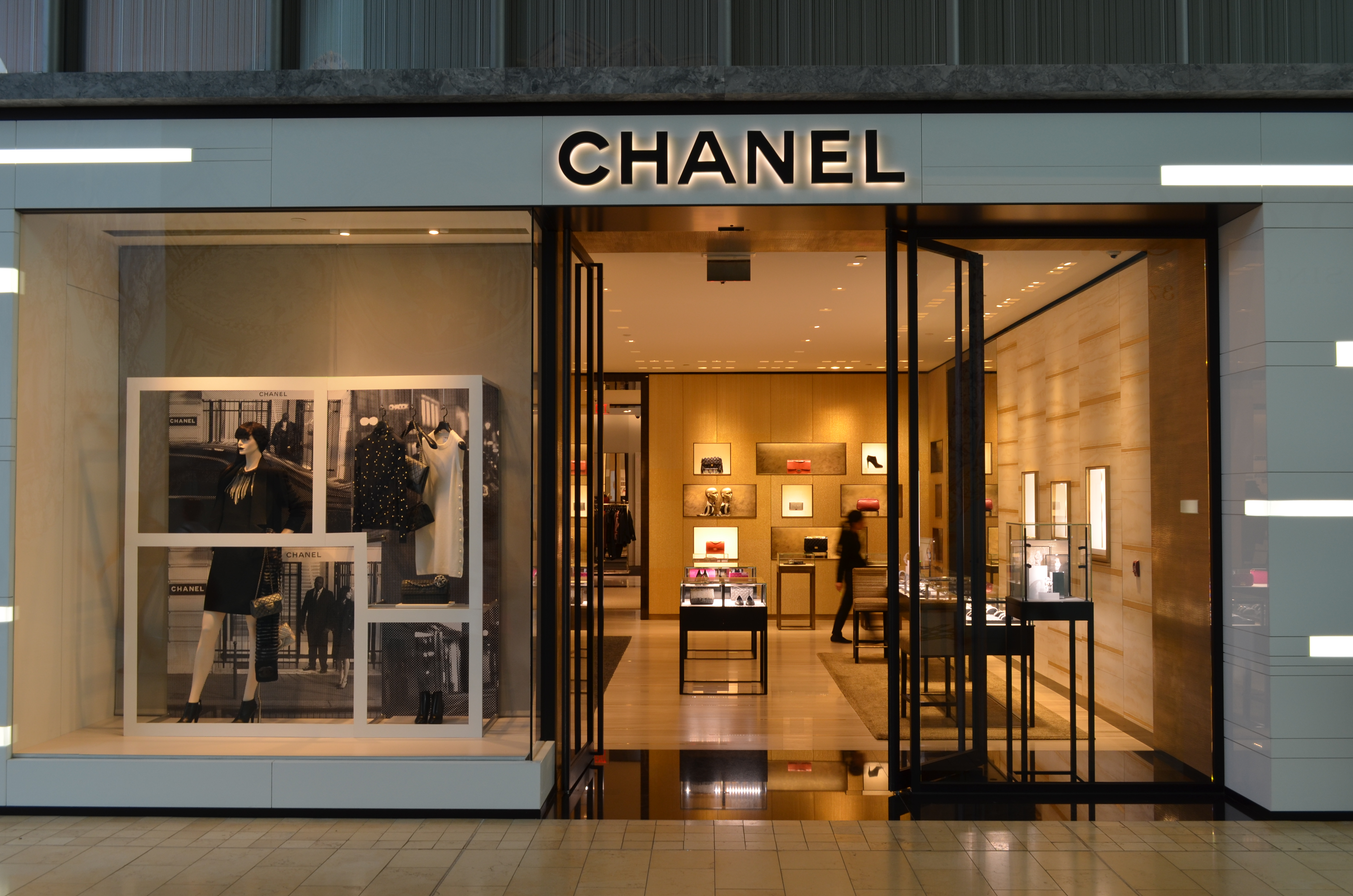
Бутик Chanel в США

В 1974 году компанию возглавил 25-летний Ален Вертхаймер. К этому времени, хотя Chanel No. 5 оставались самыми продаваемыми духами в мире, дела компании начали приходить в упадок; особенно скромной её доля была на рынке США. Под руководством Алена Вертхаймера компания начала вкладывать большие средства в рекламу. С начала 1980-х годов значительно было расширено производство одежды, обуви и ювелирных изделий. В 1983 году Карл Лагерфельд занял пост главного дизайнера Chanel. В 1980-е годы по всему миру открылось более 40 бутиков Chanel. К концу 1980-х годов в бутиках продавались товары в диапазоне от духов по 200 долларов за унцию, балетных туфель по 225 долларов до платьев по 11 тысяч долларов и кожаных сумок по 2 тысячи долларов. Косметика и парфюмерия Chanel распространялись только в торговых точках Chanel. В 1987 году были выпущены первые часы Chanel.
В 1994 году компания Chanel получила чистую прибыль в размере 67 млн евро на выручку 570 млн евро, став самым прибыльным французским домом моды. В 1996 году Chanel выпустила духи Allure, а в 1998 году — Allure Homme. Chanel запустила свою первую линию ухода за кожей Précision в 1999 году, тогда же была запущена линия часов Chanel J12. Компания Chanel в этот период также выполнила несколько поглощений: Holland & Holland (1996 год, оружие, продана в 2021 году), Eres (1997 год, купальные костюмы), Bell & Ross (2001 год, часы), A. Michel et Cie (2002 год, шляпы), Les broderies Lesage (2002 год, вышивка), Lemarie (поставщик цветов и перьев) Desrue (пуговицы).

### XXI век
В июле 2002 года на Мэдисон-авеню открылся магазин ювелирных изделий и часов. Через нескольких месяцев по соседству открылся бутик обуви и сумок площадью 90 м². Сеть Chanel в Соединённых Штатах продолжала расширяться и к декабрю 2002 года достигла 25 бутиков. Также в начале 2000-х годов Chanel представила аромат Coco Mademoiselle, ориентированный на молодых женщин, был открыт второй магазин на улице Камбон, а также бутик площадью 220 м² в Гонконге и магазин в Гиндзе (Токио) стоимостью почти 50 млн долларов.
В 2007 году генеральным директором была назначена Морин Чике. Она занимала этот пост до 2016 года, когда её сменил Ник Хохланд.
В 2018 году Chanel объявила о переносе своей глобальной штаб-квартиры в Лондон. В декабре 2018 года Chanel объявила, что перестанет использовать в своих коллекциях меха и экзотические шкуры. В 2020 году был куплен итальянский производитель кожи Gaiera Giovanni; это приобретение продолжило серию поглощений поставщиков материалов, таких как Vimar (итальянский производитель пряжи), Renato Corti и Mabi (итальянские производители кожи), Grandis, Samanta (французские производители кожи), Colomer Leather Group (испанский поставщик кожи), Orlebar Brown (производитель купальников).
В феврале 2019 года Лагерфельд скончался в возрасте 85 лет. Его пост заняла Виржини Виард, проработавшая с Лагерфельдом в модном доме более 30 лет. В июне 2024 Виржини Виар покинула пост креативного директора Chanel. В апреле 2025 к команде Chanel присоединяется новый креативный директор — Матье Блази.

## Собственники и руководство
Chanel является частной компанией, подконтрольной братьям Вертхаймерам, внукам Пьера Вертхаймера, делового партнёра Коко Шанель. Ален Вертхаймер (Alain Wertheimer) занимает пост председателя совета директоров, а Жерар (Gerard Wertheimer) возглавляет подразделение часов. В 2024 году с капиталом более 40 млрд долларов братья занимали 40-е место среди самых богатых людей мира по версии журнала Forbes.
Генеральный директор компании — Лина Наир (Leena Nair, род. 11 июня 1969 года в Колхапуре, Индия). Занимает пост с начала 2022 года, до этого 30 лет работала в Unilever.

## Деятельность
Компания специализируется на производстве и торговле модной одежды, парфюмерии и косметики, ювелирных изделий, наручных механических часов, солнцезащитных очков и оправ для корректирующих очков. Ей принадлежит 310 бутиков по всему миру.
Выручка Chanel за 2023 год составила 19,7 млрд долларов, её распределение по регионам: Азиатско-Тихоокеанский регион — 52 %, Европа — 28 %, Америка — 20 %. В компании работало 36,5 тыс. сотрудников. Розничная сеть насчитывала более 600 бутиков. По размеру выручки Chanel занимала второе место в мире среди производителей предметов роскоши, уступая LVMH и опережая Hermès.
Производство часов расположено в швейцарском городе Ла-Шо-де-Фон. Сумки и обувь изготавливаются во Франции и Италии, мелкие изделия из кожи — в Италии и Испании. Фабрики по производству одежды имеются во Франции, Италии и Шотландии. Парфюмерная фабрика Chanel находится в городе Компьень недалеко от Парижа, а сырьё (эфирные масла) производятся в городе Грас на юге Франции. Очки по лицензии производит итальянская компания Luxottica.

## Chanel в России
Российское представительство компании — ООО «Шанель» — было открыто в 2002 году. С 1999 по февраль 2006 года эксклюзивным продавцом одежды и аксессуаров Chanel на территории России была компания Mercury. В феврале 2006 года в Столешниковом переулке в Москве открылся первый бутик «Шанель» на территории России. Затем количество магазинов увеличилось до шести: четыре из них находятся в Москве и по одному — в Екатеринбурге и Санкт-Петербурге.
На 2016 год количество бутиков по направлению «мода» сократилось до пяти: четыре из них находятся в Москве и один — в Санкт-Петербурге. В конце 2019 года был открыт пятый бутик в Москве на площадке ГУМ.
5 марта 2022 года компания объявила о приостановке работы своих бутиков и поставок своей продукции в Россию после начала вторжения на Украину.

## Галерея

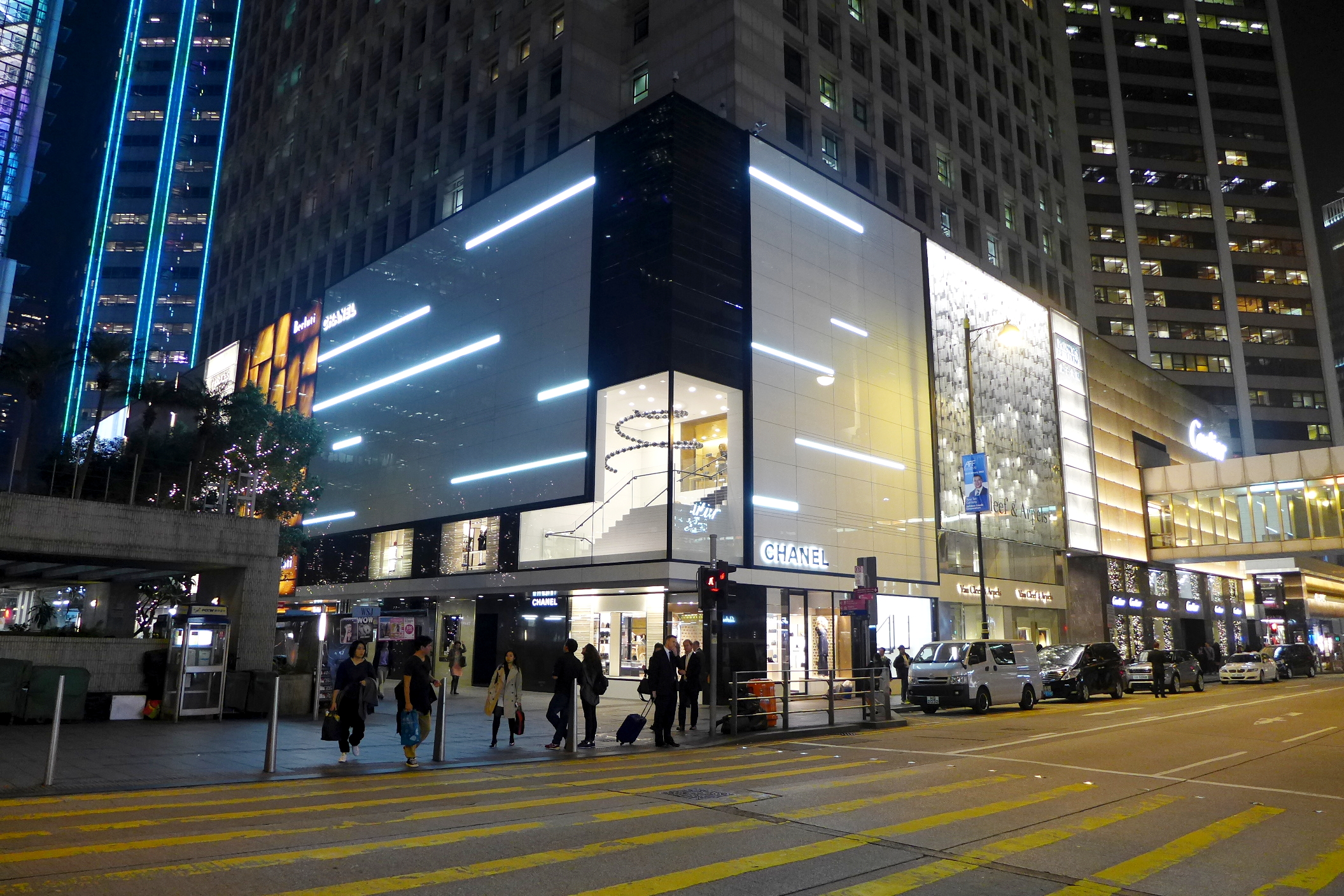
Бутик в Гонконге
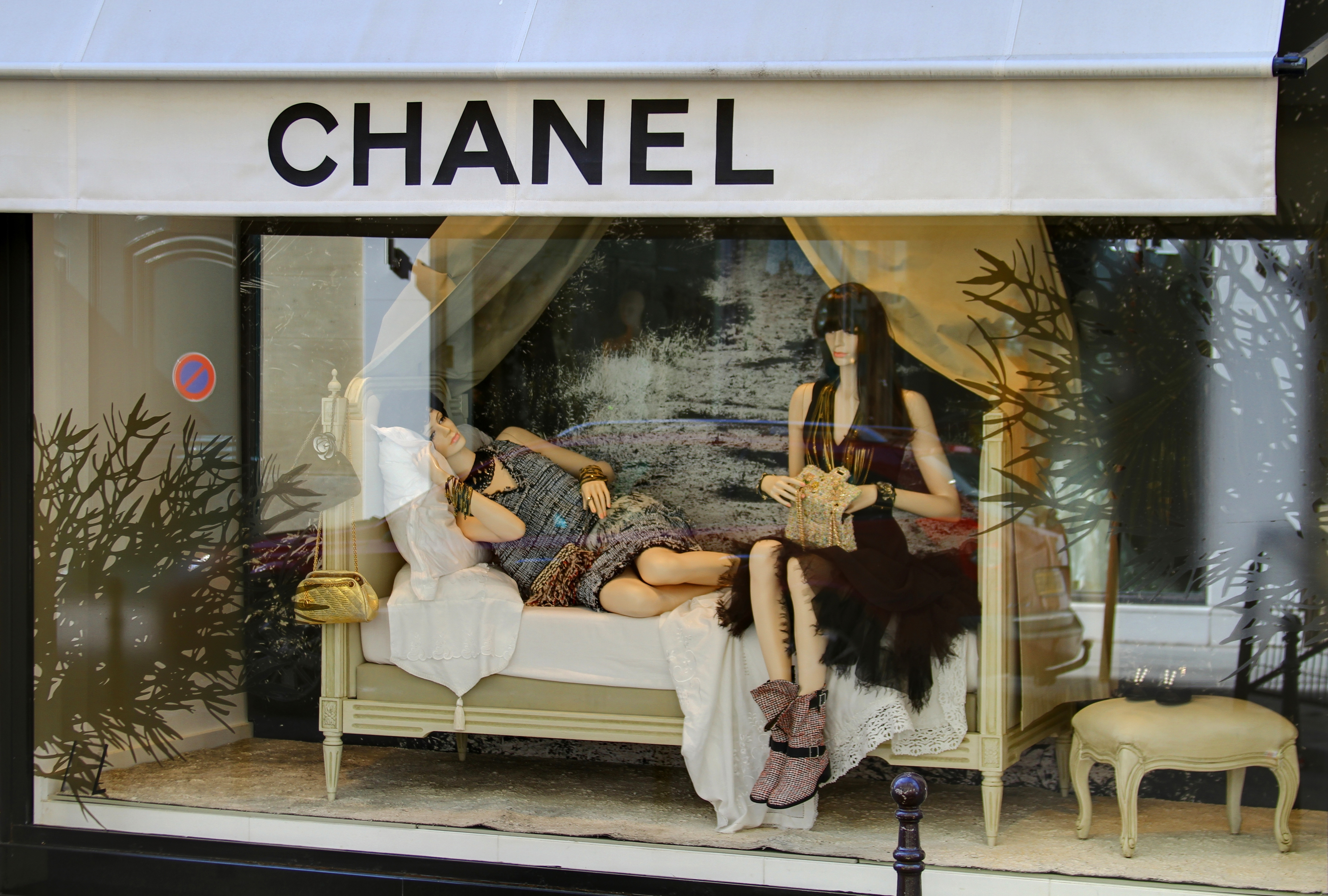
Бутик в Париже
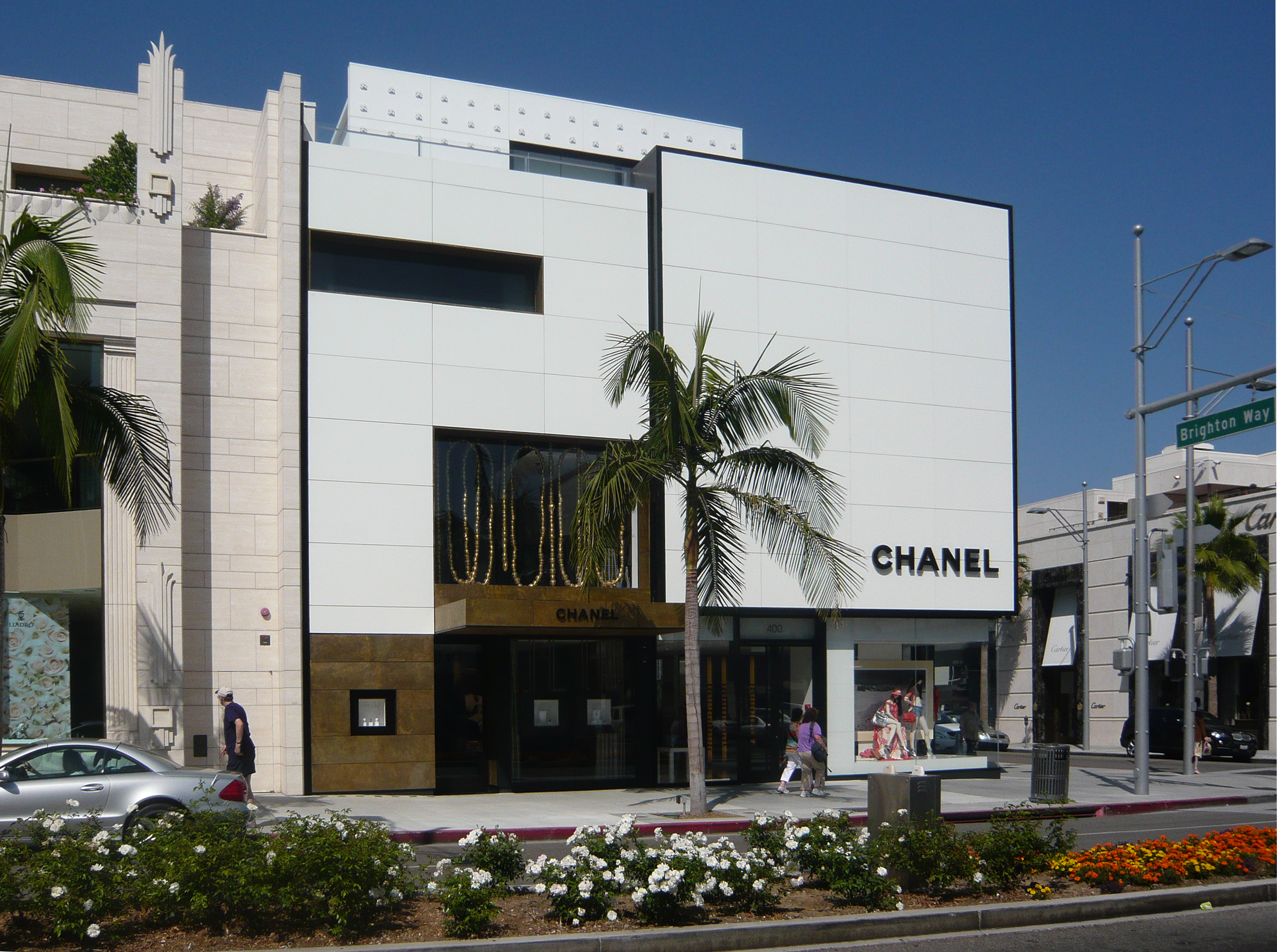
Бутик в США
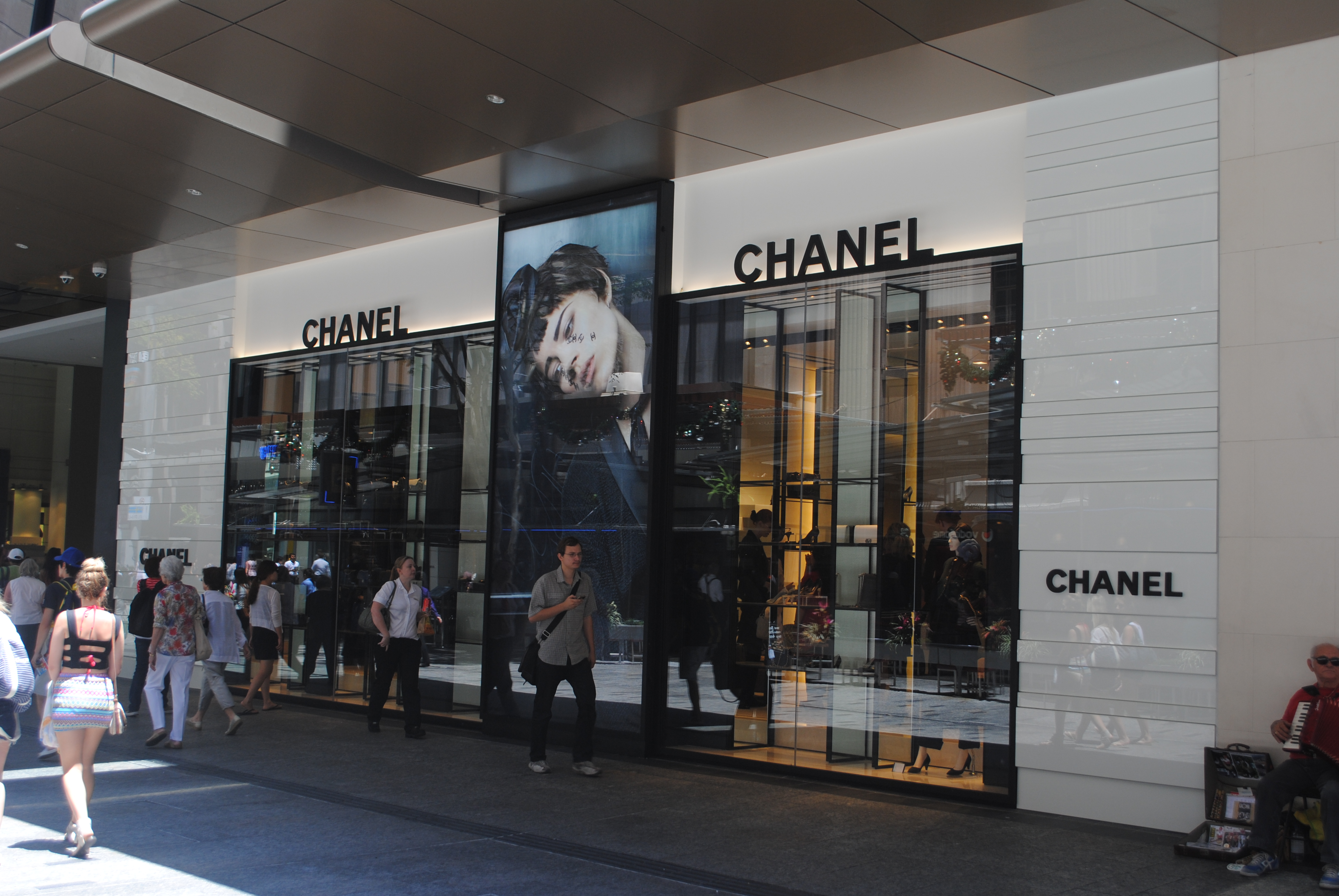
Бутик в Австралии